# Lissajousfiguur

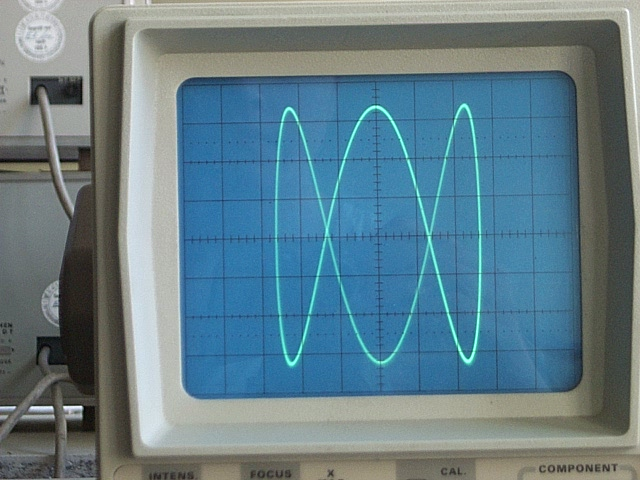
Lissajousfiguur op een oscilloscoop

Een lissajousfiguur is een kromme die wordt gevormd door de baan van een punt dat gelijktijdig deelneemt aan twee onderling loodrechte harmonische trillingen. De volgende uitdrukkingen beschrijven deze figuur:  
{\displaystyle x=A\sin(at+\delta )}
en
{\displaystyle \quad y=B\sin(bt)}
Lissajousfiguren zijn genoemd naar Jules Antoine Lissajous (1822-1880). Hij verkreeg de figuren door licht achtereenvolgens te laten reflecteren door twee spiegels die bevestigd waren aan twee stemvorken die haaks op elkaar stonden.
Lissajousfiguren worden zichtbaar op het scherm van een oscilloscoop, als men de ingangen voor de horizontale en verticale signalen verbindt met sinusoïdale spanningen met frequenties in vaste verhoudingen. Met twee spiegelgalvanometers kunnen ze op een vlak geprojecteerd worden; dit principe wordt toegepast in lasershows.
Voor frequentieverhoudingen die eenvoudige breuken vormen, ontstaan eenvoudig herkenbare lissajousfiguren, waardoor het mogelijk wordt de verhouding tussen de twee frequenties te interpreteren. Omdat alleen stilstaande plaatjes op het scherm verschijnen als de frequentieverhoudingen exact geheeltallig zijn, zoals 2:1, 3:2, 4:3, kan men met behulp van deze figuren twee frequenties heel nauwkeurig ten opzichte van elkaar afregelen. Wanneer de frequenties een klein beetje van deze exacte verhouding afwijken, zal de figuur met de verschilfrequentie veranderen alsof de relatieve fase van de twee golven wordt veranderd.
Een eenvoudige lissajousfiguur is een cirkel. Deze ontstaat als beide trillingen dezelfde frequentie en amplitude hebben, met een faseverschil π/2. Ongelijke amplituden leveren een ovaal op. Een faseverschil 0 levert een diagonaal, recht lijnstuk. Als men het faseverschil in de tijd verandert, lijkt het alsof de figuur om zijn x-as of y-as wentelt. Dit zorgt voor een impressie van een 3-dimensionale figuur.

## Overzicht van Lissajousfiguren

a = 1, b = 2 (1:2)
a = 3, b = 2 (3:2)
a = 3, b = 4 (3:4)
a = 5, b = 4 (5:4)
a = 5, b = 6 (5:6)
a = 9, b = 8 (9:8)